# 三叶青藤
三叶青藤（学名：Illigera trifoliata）为莲叶桐科青藤属的植物。其种加词“trifoliata”意为“三叶的”。分布在缅甸、印度等地。